# ГЕС Hǎidiānxiá
ГЕС Hǎidiānxiá (海甸峡水电站) — гідроелектростанція на півночі Китаю у провінції Ганьсу. Знаходячись між ГЕС Jílì (20 МВт, вище по течії) та далі ГЕС Sānjiǎ (31,5 МВт), входить до складу каскаду на річці Таохе, правій притоці Хуанхе.
У межах проекту річку перекрили греблею із ущільненого котком бетону висотою 45 метрів та довжиною 316 метрів. Вона утримує водосховище з об'ємом 17,4 млн м3 (корисний об’єм 2,6 млн м3) та припустимим коливанням рівня поверхні в операційному режимі між позначками 2000 та 2002 метра НРМ (під час повені до 2004 метра НРМ).
Зі сховища через правобережний гірський масив прокладено дериваційний тунель завдовжки біля 1 км, який подає ресурс до наземного машинного залу (останній при цьому знаходиться за 2,5 км від греблі по течії річки). Тут встановлено три турбіни типу Френсіс потужністю по 27 МВт, котрі використовують напір у 30 метрів та забезпечують виробництво 271 млн кВт-год електроенергії на рік.